# Stilbus pusillus
Stilbus pusillus là một loài bọ cánh cứng trong họ Phalacridae. Loài này được LeConte miêu tả khoa học năm 1856.